# La Vallée (film, 2018)
Pour les articles homonymes, voir La Vallée (homonymie).
Pour plus de détails, voir Fiche technique et Distribution.
La Vallée est un film suisse destiné à la télévision (épisode de la collection Ondes de choc), réalisé par Jean-Stéphane Bron et sorti en 2018.

## Synopsis
Venus de la banlieue lyonnaise pour voler deux voitures, Ryad et Saîd sont pris en chasse par la police alors qu'ils se trouvent en Suisse. Ils tentent de s'échapper en direction de la France.

## Fiche technique
- Titre : La Vallée
- Réalisation : Jean-Stéphane Bron
- Scénario : Jean-Stéphane Bron et Alice Winocour
- Photographie : Claire Mathon
- Costumes : Françoise Nicolet
- Décors : Olga Fabrizio
- Son : Marc Von Stürler, Masaki Hatsui et Étienne Curchod
- Montage : Myriam Rachmuth
- Musique : Christian Garcia-Gaucher
- Production : Bande à part Films - RTS
- Pays de production :  Suisse
- Durée : 50 minutes
- Dates de diffusion :  
  - Suisse - 21 février 2018[1]
  - France - 20 juillet 2018[2]

## Distribution
- Ilies Kadri : Ryad
- Kamel Labroudi : Tarik
- Nadjim Belatreche : Zaïd
- Amadou Awana Soumare : Mike
- Anaïs Nussbaum : Sarah
- Cédric Imwinkelried
- Jean-François Michelet